# Charles Wyndham, II conte di Egremont
Charles Wyndham, II conte di Egremont (1710 – 21 agosto 1763), è stato un politico inglese.

## Biografia
Charles Wyndham, appartenente a un'antica famiglia inglese, era uno dei figli di sir William Wyndham e discendente diretto di John Wyndham, importante figura politica sotto il regno dei Tudor, e di sua moglie, Catherine Seymour, figlia di Charles Seymour, VI duca di Somerset.
Nel 1750 Charles ereditò il titolo di conte di Egremont, divenendo pari del regno, dallo zio Algernon Seymour, VII duca di Somerset; nel 1740 aveva già ereditato il titolo di quarto baronetto. Con l'ottenimento del titolo nobiliare di conte ricevette anche numerose terre tra il Cumberland ed il Sussex, oltre alla residenza di Petworth House.

## Carriera
Wyndham fu membro del Parlamento per Bridgwater (1734-1741), Appleby (1741-1747) e Taunton (1747-1750).

### La guerra dei Sette anni
Nell'ottobre 1761 Wyndham fu nominato Segretario di Stato per il Dipartimento del sud, succedendo a William Pitt il Vecchio. Durante il suo mandato, il conte lavorò in collaborazione con suo cognato George Grenville, che sarà poi Primo Ministro: venne preparata la dichiarazione di guerra alla Spagna e si lavorò poi per i negoziati di pace con la stessa Spagna e la Francia. I risultati ottenuti dai negoziati delusero molto il conte di Egremont. In seguito partecipò alla formulazione della condanna nei confronti di John Wilkes.
Fu inoltre Lord luogotenente del Cumberland (1751-1759) e nel 1763 Lord luogotenente del Sussex.

## Matrimonio
Sposò, il 12 marzo 1750, Alicia Carpenter (1726-1 giugno 1794), figlia di George Carpenter, II barone Carpenter. Ebbero sei figli:
- George Wyndham, III conte di Egremont (18 dicembre 1751-11 novembre 1837);
- Lady Elizabeth Alicia Maria Wyndham (29 novembre 1752-10 febbraio 1826), sposò Henry Herbert, I conte di Carnarvon, ebbero sei figli;
- Lady Frances Wyndham (9 luglio 1755-15 gennaio 1795), sposò Charles Marsham, I conte di Romney, ebbero due figli;
- Percy Charles Wyndham (3 settembre 1757-5 agosto 1833);
- Charles William Wyndham (8 ottobre 1760-8 luglio 1828), sposò Lady Anne Villiers, non ebbero figli;
- William Frederick Wyndham (6 aprile 1763-11 febbraio 1828), sposò in prime nozze Frances Mary Harford, ebbero cinque figli, e in seconde nozze Julia de Smorzewska, ebbero due figli.

## Ascendenza
|                                       |                                                  |                                             | Genitori                                    |  |  | Nonni |  |  | Bisnonni                     |  |  | Trisnonni    |  |
|                                       |                                                  |                                             |                                             |  |  |       |  |  | William Wyndham, I baronetto |  |  | John Wyndham |  |
|                                       |                                                  |                                             |                                             |  |  |       |  |  | William Wyndham, I baronetto |  |  | John Wyndham |  |
|                                       |                                                  | Catherine Hopton                            |                                             |  |  |       |  |  | William Wyndham, I baronetto |  |  |              |  |
| Edward Wyndham, II baronetto          |                                                  |                                             |                                             |  |  |       |  |  | William Wyndham, I baronetto |  |  |              |  |
|                                       |                                                  | Frances Hungerford                          | Anthony Hungerford                          |  |  |       |  |  |                              |  |  |              |  |
|                                       |                                                  | Frances Hungerford                          | Anthony Hungerford                          |  |  |       |  |  |                              |  |  |              |  |
|                                       |                                                  | Frances Hungerford                          | Rachel Jones                                |  |  |       |  |  |                              |  |  |              |  |
| William Wyndham, III baronetto        |                                                  | Frances Hungerford                          |                                             |  |  |       |  |  |                              |  |  |              |  |
|                                       |                                                  | William Leveson-Gower, IV baronetto         | Thomas Gower, II baronetto                  |  |  |       |  |  |                              |  |  |              |  |
|                                       |                                                  | William Leveson-Gower, IV baronetto         | Thomas Gower, II baronetto                  |  |  |       |  |  |                              |  |  |              |  |
|                                       |                                                  | William Leveson-Gower, IV baronetto         | Frances Leveson                             |  |  |       |  |  |                              |  |  |              |  |
| Catharine Leveson-Gower               |                                                  | William Leveson-Gower, IV baronetto         |                                             |  |  |       |  |  |                              |  |  |              |  |
|                                       |                                                  | Jane Granville                              | John Granville, I conte di Bath             |  |  |       |  |  |                              |  |  |              |  |
|                                       |                                                  | Jane Granville                              | John Granville, I conte di Bath             |  |  |       |  |  |                              |  |  |              |  |
|                                       |                                                  | Jane Granville                              | Jane Wyche                                  |  |  |       |  |  |                              |  |  |              |  |
| Charles Wyndham, II conte di Egremont |                                                  | Jane Granville                              |                                             |  |  |       |  |  |                              |  |  |              |  |
|                                       | Charles Seymour, II barone Seymour di Trowbridge | Edward Seymour, visconte Beauchamp          |                                             |  |  |       |  |  |                              |  |  |              |  |
|                                       | Charles Seymour, II barone Seymour di Trowbridge | Edward Seymour, visconte Beauchamp          |                                             |  |  |       |  |  |                              |  |  |              |  |
|                                       | Charles Seymour, II barone Seymour di Trowbridge | Honora Rogers                               |                                             |  |  |       |  |  |                              |  |  |              |  |
| Charles Seymour, VI duca di Somerset  | Charles Seymour, II barone Seymour di Trowbridge |                                             |                                             |  |  |       |  |  |                              |  |  |              |  |
|                                       |                                                  | Elizabeth Alington                          | William Alington, I barone Alington         |  |  |       |  |  |                              |  |  |              |  |
|                                       |                                                  | Elizabeth Alington                          | William Alington, I barone Alington         |  |  |       |  |  |                              |  |  |              |  |
|                                       |                                                  | Elizabeth Alington                          | Elizabeth Tollemache                        |  |  |       |  |  |                              |  |  |              |  |
| Catherine Seymour                     |                                                  | Elizabeth Alington                          |                                             |  |  |       |  |  |                              |  |  |              |  |
|                                       |                                                  | Josceline Percy, XI conte di Northumberland | Algernon Percy, X conte di Northumberland   |  |  |       |  |  |                              |  |  |              |  |
|                                       |                                                  | Josceline Percy, XI conte di Northumberland | Algernon Percy, X conte di Northumberland   |  |  |       |  |  |                              |  |  |              |  |
|                                       |                                                  | Josceline Percy, XI conte di Northumberland | Elizabeth Howard                            |  |  |       |  |  |                              |  |  |              |  |
| Elizabeth Percy, baronessa Percy      |                                                  | Josceline Percy, XI conte di Northumberland |                                             |  |  |       |  |  |                              |  |  |              |  |
|                                       |                                                  | Elizabeth Wriothesley                       | Thomas Wriothesley, IV conte di Southampton |  |  |       |  |  |                              |  |  |              |  |
|                                       |                                                  | Elizabeth Wriothesley                       | Thomas Wriothesley, IV conte di Southampton |  |  |       |  |  |                              |  |  |              |  |
|                                       |                                                  | Elizabeth Wriothesley                       | Elizabeth Leigh                             |  |  |       |  |  |                              |  |  |              |  |
|                                       |                                                  | Elizabeth Wriothesley                       |                                             |  |  |       |  |  |                              |  |  |              |  |